# Helictotrichon alpinum
Helictotrichon alpinum är en gräsart som först beskrevs av Johann Jakob Roemer och Schult., och fick sitt nu gällande namn av Johannes Jan Theodoor Henrard. Helictotrichon alpinum ingår i släktet Helictotrichon och familjen gräs. Inga underarter finns listade i Catalogue of Life.